# Alternative Press
Alternative Press è una rivista statunitense che si occupa prevalentemente di musica rock con interviste, foto esclusive, notizie, recensioni e classifiche musicali, fondata nel 1985 da Mike Shea, attuale presidente.
Joe Scarpelli è l'attuale manager generale. Jason Pettigrew è il direttore.

## Alternative PressMusic Awards
Il 21 luglio 2014 si è tenuta la prima edizione degli Alternative Press Awards, evento che premia tramite votazione dei lettori sul sito della rivista le migliori band del panorama rock internazionale.